# Ulster Defence Association
L’Ulster Defence Association è un'organizzazione paramilitare terroristica nordirlandese di stampo lealista che durante i Troubles si è battuta affinché l'Irlanda del Nord rimanesse parte del Regno Unito. Dal 1973 ha rivendicato le sue azioni "militari" con il nom de guerre di Ulster Freedom Fighters.

## Storia

### Origini
L'UDA nasce ufficialmente nell'estate del 1971, dall'unione tra le varie defence associations di Belfast (gruppi di vigilantes nati nei primi tempi dei Troubles per pattugliare i quartieri protestanti, specialmente quelli confinanti con i quartieri cattolici tradizionalmente roccaforti dell'IRA). I gruppi più numerosi erano quelli di Lower Shankill, Woodvale, Tigers Bay, East Belfast, Sandy Row e Roden Street, nella zona di South Belfast. Si formò un Security Council di 13 membri che aveva il controllo dell'intera organizzazione, anche se l'UDA è stata sempre contraddistinta da una maggiore autonomia dei gruppi locali (una sorta di "federalismo") rispetto alla più centralizzata Ulster Volunteer Force (UVF), i cui membri consideravano quelli dell'UDA poco più che teppisti, chiamandoli spregiativamente Wombles (da una serie televisiva per bambini inglese).
Il primo presidente dell'UDA fu Jim Anderson e tra gli altri leader c'erano Charles Harding Smith, Tommy Herron, Billy Hull, Dave Fogel e Sammy Smyth. I veri "uomini forti" dell'organizzazione erano Harding Smith, che comandava a West Belfast e Tommy Herron, comandante a East Belfast. Jim Anderson era stato scelto proprio come candidato di compromesso tra i due contendenti. Agli inizi del 1973 però Anderson decise di dimettersi dall'incarico e nuovamente si cercò una figura di compromesso per evitare una potenzialmente deleteria lotta intestina tra Harding-Smith e Herron. Si raggiunse l'accordo sul nome di Andy Tyrie, un nome abbastanza sconosciuto al di fuori della zona di Upper Shankill dalla quale proveniva (originariamente nato a New Barnsley, quartiere a maggioranza cattolica, e poi trasferitosi a Glencairn). Considerato un comandante pro tempore, nell'attesa che si risolvesse (a favore dell'uno o dell'altro) il dualismo tra Harding Smith e Herron, Tyrie sorprese tutti rimanendo al vertice dell'UDA per ben 15 anni, fino al 1988.

### Ulster Freedom Fighters
Nel giugno 1973 si ebbe la prima rivendicazione di un crimine da parte di una sigla mai sentita fino ad allora, l'UFF (Ulster Freedom Fighters) e ben presto si capì che altro non era che un nome di facciata per le operazioni criminali e paramilitari dell'UDA (rimasta un'organizzazione legale fino al 1992). Per tutti gli anni '70 le vittime dell'UFF furono quasi esclusivamente cittadini cattolici innocenti che si erano trovati nel posto sbagliato e al momento sbagliato, i quali venivano uccisi, spesso dopo efferate torture, con lo scopo di terrorizzare l'intera popolazione cattolica di Belfast.
Tra il 1973 e i primi mesi del 1974 l'UDA perse, per diverse ragioni, alcuni dei suoi leader più importanti e conosciuti. Il primo fu Dave Fogel, vice di Harding Smith nella West Belfast Brigade, che lasciò Belfast in seguito alle minacce di Harding Smith, geloso della sua reputazione all'interno dell'organizzazione, per tornare nella natia Inghilterra. Poi, nel settembre 1973, venne ritrovato il cadavere di Tommy Herron.

Nessuno ha mai rivendicato il suo omicidio, lasciando aperte le porte a varie teorie sui responsabili, una delle quali indicava i colpevoli all'interno dell’intelligence dell'esercito britannico. Tuttavia la spiegazione più verosimile è che Herron venne ucciso per una disputa interna all'UDA di East Belfast (dove aveva molti nemici, risentiti dalla notorietà di Herron, che non faceva nulla per evitare di finire sotto i riflettori). Con la scomparsa di Herron, Harding Smith tentò di prendere il controllo dell'organizzazione, ma il suo tentativo non riuscì e, nel 1974, toccò a lui andarsene da Belfast dopo due tentativi dell'UDA di ucciderlo.

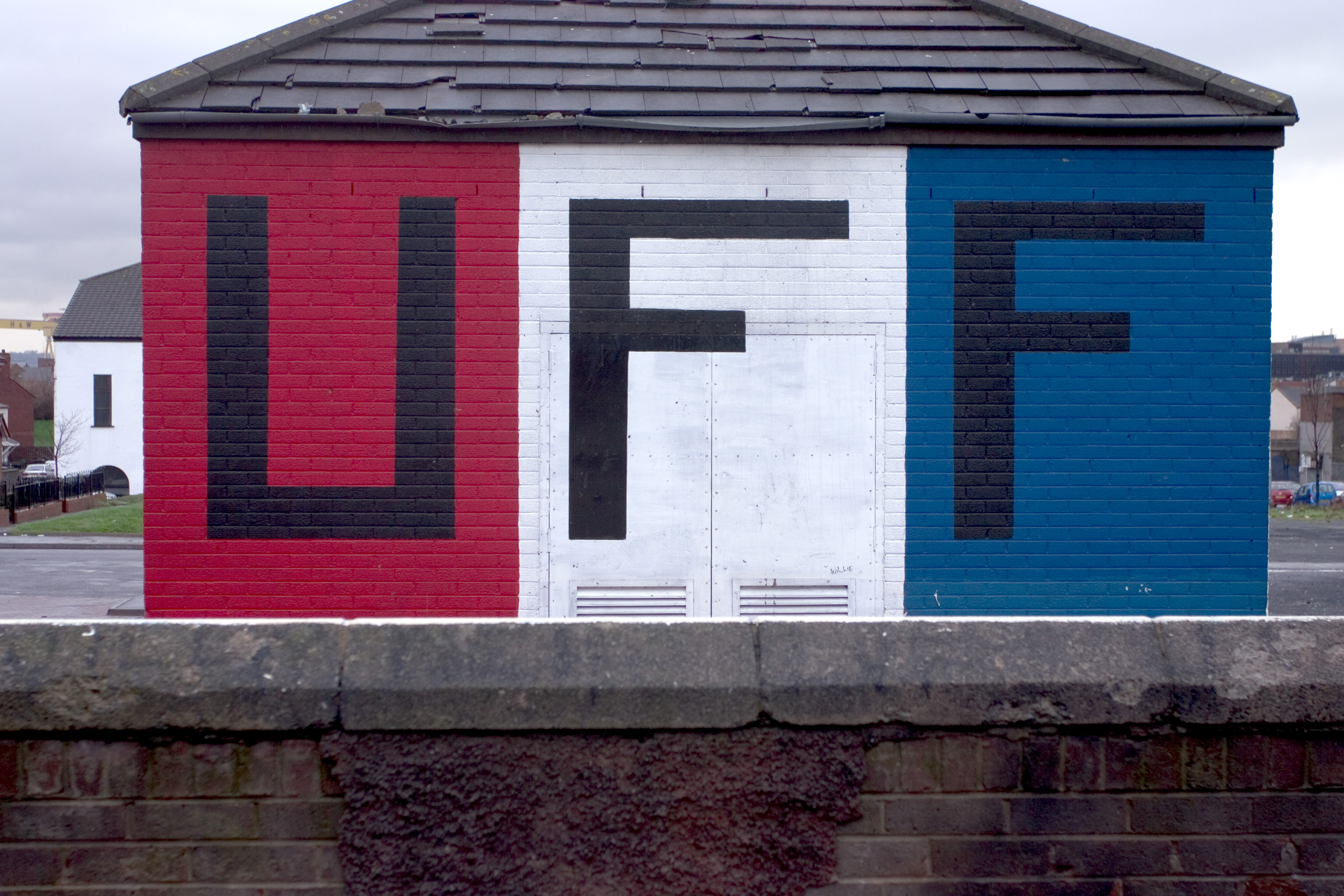
Murale dell'UFF lungo la Shankill Road, West Belfast

### Lo sciopero
Nel maggio 1974 venne creato un nuovo organismo, l'UWC (Ulster Workers' Council), all'interno del quale sedevano, tra gli altri, Andy Tyrie e Glenn Barr, leader dell'UDA a Londonderry. Scopo dell'UWC era protestare contro il Sunningdale Agreement del dicembre 1973, che riconosceva per la prima volta un ruolo ai cattolici nel governo della provincia. Venne indetto uno sciopero generale dei lavoratori protestanti che, grazie anche all'azione intimidatoria dell'UDA e dell'UVF, fece virtualmente fermare tutte le attività economiche dell'Irlanda del Nord, costringendo il governo inglese guidato da Harold Wilson a sospendere l'accordo (che rimase l'unico serio tentativo di risolvere politicamente il conflitto per più di dieci anni).

### Declino e rinascita
Durante la seconda metà degli anni '70 l'UDA/UFF visse un periodo di lento e inesorabile declino, con l'organizzazione sempre più invisa ai cittadini protestanti che l'accusavano di essere solo una copertura per le attività criminali dei suoi membri (estorsione, spaccio di droga, racket).
All'inizio degli anni '80 però, grazie soprattutto a John McMichael, vice di Andy Tyrie e comandante della South Belfast Brigade, l'organizzazione tentò di fare progressi, oltre che in campo "militare", anche sul piano della politica, con la pubblicazione del documento Common Sense, in cui era delineata la visione che aveva l'UDA del futuro della provincia. 

Sul piano militare, nei primi anni '80, grazie anche alla collusione con alcuni elementi delle forze di sicurezza, l'UDA/UFF si dimostrò capace di colpire numerose personalità della comunità cattolica e repubblicana. Si ricordano soprattutto gli attacchi contro i membri del National H-Block/Armagh Committee (che coordinava le proteste contro il sistema carcerario e organizzava il sostegno alle proteste dei detenuti che sfociarono negli scioperi della fame del 1980 e del 1981). Furono uccisi Miriam Daly (che era anche membro dell'INLA), John Turnly dell'Irish Independent Party e Ronnie Bunting (comandante della Belfast Brigade dell'INLA), mentre Bernadette Devlin McAliskey e suo marito Michael vennero gravemente feriti, sopravvivendo per miracolo.

Murale della Southeast Antrim Brigade dell'UFF

Da ricordare è anche il tentato omicidio di Gerry Adams, compiuto nell'ottobre 1984 da un commando dell'UDA guidato da John "Grugg" Gregg (che più tardi, dopo la sua scarcerazione, comanderà la Southeast Antrim Brigade, prima di morire in una faida interna). Nel dicembre del 1987 l'UDA/UFF subì un durissimo colpo quando l'IRA, con una bomba piazzata sotto la macchina, uccise fuori dalla sua casa di Lisburn John McMichael.
Nel 1988, in seguito all'omicidio di un cattolico della contea di Down, Loughlinn Maginn, l'UDA/UFF, per dimostrare di non colpire cittadini cattolici a caso, fece pervenire ai media copia delle centinaia di file riguardanti sospetti repubblicani che l'organizzazione dichiarò aver ricevuto nel corso degli anni da membri delle forze di sicurezza. Vennero immediatamente arrestati molti dei dirigenti di primo piano dell'organizzazione, ma questo fatto, invece di indebolire l'UDA/UFF, fece sì che arrivassero al vertice dell'organizzazione elementi più giovani, decisi e spietati dei vecchi comandanti.
Venne anche istituita una commissione d'inchiesta, guidata da John Stevens, vice capo della polizia del Cambridgeshire, per indagare sulla collusione tra le forze di sicurezza e i paramilitari lealisti. Venne così alla luce il ruolo di Brian Nelson, responsabile dell’intelligence della West Belfast Brigade che, pur essendo stato per anni un agente infiltrato della FRU (Force Research Unit, un'unità dell'esercito che aveva il compito di gestire gli agenti infiltrati nell'UDA, nell'UVF, nell'IRA e nell'INLA), si era reso responsabile di numerosi omicidi, in qualche caso fornendo lui stesso i nomi e i dettagli delle vittime dell'UDA/UFF.
Dopo le polemiche, però, l'UDA/UFF riuscì a incrementare ancora la sua capacità operativa e la sua spietatezza, in gran parte per merito della C Company della West Belfast Brigade, che aveva come base la zona di Lower Shankill, guidata dal famigerato Johnny "Mad Dog" Adair.

### Cessate-il-fuoco e faide
Dopo il cessate-il-fuoco dei paramilitari protestanti, dichiarato il 13 ottobre 1994 dal CLMC (Combined Loyalist Military Command, un organismo creato per l'occasione di cui facevano parte l'UDA/UFF, l'UVF e il RHC, Red Hand Commando), che aveva fatto seguito a quello dell'IRA dell'agosto 1994, l'UDA/UFF partecipò ai colloqui di pace che portarono, nell'aprile 1998, alla firma dell'Accordo del Venerdì Santo con il suo braccio politico, l'UDP (Ulster Democratic Party), guidato da Gary McMichael, il figlio di John. Alla fine degli anni '90 però le tensioni all'interno dell'organizzazione si fecero sempre più forti, soprattutto a causa dell'ambizione di Johnny Adair di diventare il capo supremo dell'organizzazione (ruolo che non era più stato previsto dopo le dimissioni di Tyrie nel 1988, preferendo la guida collegiale di un Inner Council di sei membri, i comandanti delle sei brigate dell'organizzazione).
Queste tensioni provocarono dapprima, nel 2000, una sanguinosa faida con l'UVF (che era nel frattempo impegnata a fronteggiare al suo interno la scissione di numerosi dissidenti che avevano dato vita alla Loyalist Volunteer Force, LVF) e poi, infine, nel 2002, uno scontro aperto tra la West Belfast Brigade (ma in realtà solo la C Company) e il resto dell'organizzazione (che aveva le sue figure di riferimento in John Gregg, comandante della Southeast Antrim Brigade, e soprattutto in Jackie McDonald, già vice di John McMichael e comandante della South Belfast Brigade).
Dopo l'uccisione di John Gregg e del suo vice, Rab Carson, per mano della C Company nel febbraio 2003, l'UDA decise di agire rapidamente e brutalmente, invadendo in forze l'area di Lower Shankill, costringendo alla fuga qualche decina di fedelissimi di Adair (che era al momento in carcere), che abbandonarono Belfast rifugiandosi dapprima in Scozia e poi in Inghilterra.
Negli anni seguenti l'UDA, sotto la guida di Jackie McDonald, ha cercato di intraprendere una strada politica, eliminando gli elementi maggiormente implicati in attività criminali e, nel 2006, ha dovuto far fronte alla scissione dall'organizzazione della Southeast Antrim Brigade. L'11 novembre 2007 l'UDA, attraverso l'UPRG (Ulster Political Research Group, che aveva preso il posto del defunto UDP) ha annunciato lo smantellamento dell'UFF.
Infine, il 6 gennaio 2010, l'UDA ha annunciato di aver messo le proprie armi "fuori uso". Questa dichiarazione è stata confermata dall'IICD (Independent International Commission on Decommissioning), l'organismo adibito alla verifica del disarmo dei gruppi paramilitari nordirlandesi.

## Struttura
L'UDA/UFF è governata da un Inner Council, composto dai comandanti delle sei brigate che compongono l'organizzazione e cioè:
- West Belfast Brigade
- East Belfast Brigade
- South Belfast Brigade (la cui zona di competenza si estende anche al Mid Ulster)
- North Belfast Brigade
- Southeast Antrim Brigade
- North Antrim & Londonderry Brigade

L'UDA/UFF aveva anche un'organizzazione giovanile, l'UYM (Ulster Young Militants).